# Domaine de Frogmore
Pour les articles homonymes, voir Frogmore.
Le domaine de Frogmore (en anglais : Frogmore Estate) ou les jardins de Frogmore (Frogmore Gardens) comprend 33 acres de jardins privés à l'intérieur du Home Park, jouxtant le château de Windsor dans le comté du Berkshire en Angleterre.
Il abrite la résidence royale appelée Frogmore House, le mausolée royal contenant la sépulture de la reine Victoria et du prince Albert, le mausolée de la duchesse de Kent, mère de Victoria, ainsi que le cimetière royal.

## Nom
Le nom de Frogmore trouve son origine dans l'abondance de grenouilles (frogs en anglais) présentes dans cette zone marécageuse. Le domaine de Frogmore est très humide et peut être régulièrement inondé lors de fortes pluies. 

## Frogmore House
Construit dans les années 1680, Frogmore House est acheté en 1792 par le roi George III comme résidence de campagne pour son épouse la reine Charlotte.

## Le mausolée de la duchesse de Kent

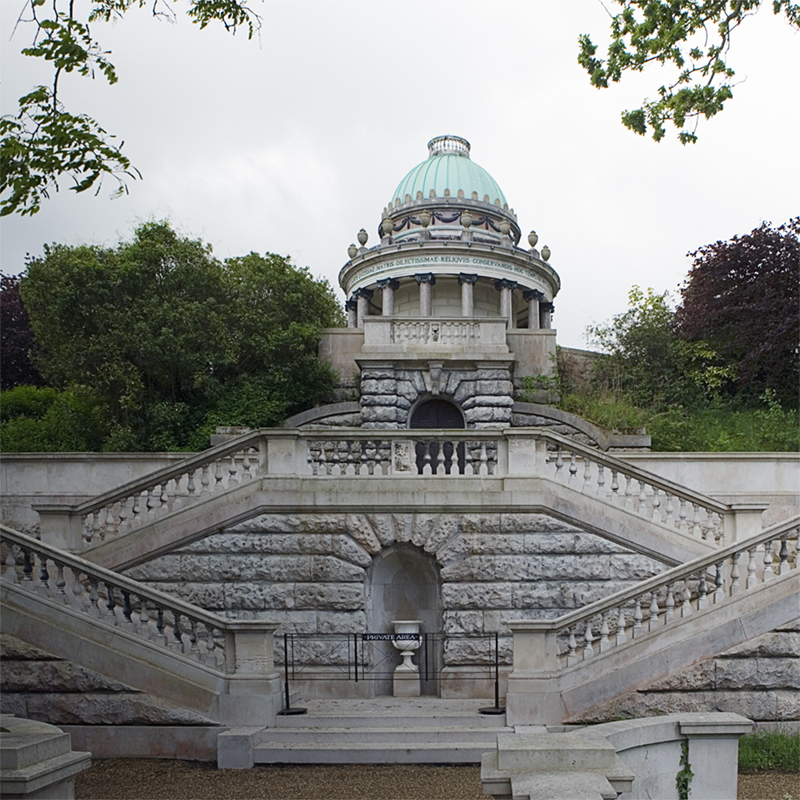
Mausolée de la duchesse de Kent

Ce mausolée est le lieu de sépulture de Victoire de Saxe-Cobourg-Saalfeld, duchesse de Kent et mère de la reine Victoria. Il est dessiné par l'architecte Albert Jenkins Humbert, d'après une idée du professeur Ludwig Gruner, artiste favori du prince Albert.
Dans les dernières années de sa vie, la duchesse de Kent réside à Frogmore House et dans les années 1850, la construction d'un « temple » avec coupole commence dans le parc de la propriété. La partie haute de l'édifice devait servir à la duchesse pendant l'été comme résidence, alors que la partie inférieure était destinée à sa dernière demeure. La duchesse meurt à Frogmore House le 16 mars 1861 avant que la partie supérieure ne soit finie, de sorte que l'espace devient alors une partie à part entière du mausolée et contient aujourd'hui une statue de la duchesse.

## Le mausolée royal

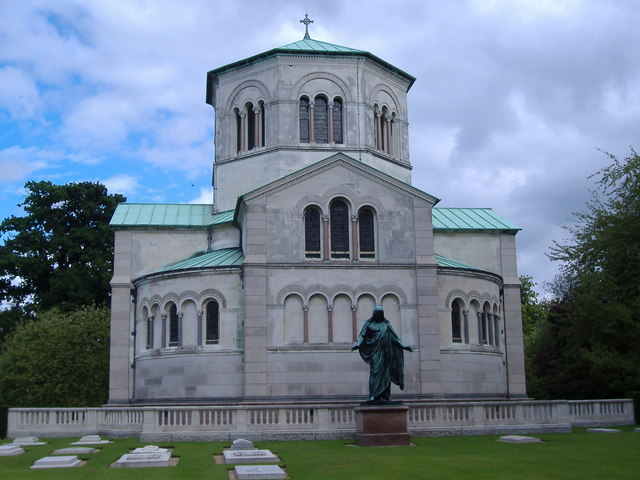
Le mausolée royal (en arrière-plan) et le cimetière royal (au premier plan)

La reine Victoria et son époux ont toujours eu l’intention de construire un lieu de sépulture propre à eux deux au lieu d’être inhumés dans l’un des lieux traditionnels de sépulture de la famille royale, c’est-à-dire l’abbaye de Westminster ou la chapelle Saint-Georges à Windsor.
Le mausolée de la mère de la reine est en construction en 1861 quand le prince Albert meurt en décembre de la même année. Quelques jours après sa mort soudaine, des plans pour le mausolée sont proposés par les mêmes concepteurs participant au mausolée de la duchesse de Kent, le professeur Gruner et Albert Jenkins Humbert.
Les travaux débutent en mars 1862. La coupole est achevée en octobre et l'édifice consacré en décembre suivant, même si la décoration n'est pas terminée avant août 1871. 
La construction a la forme d'une croix grecque. L'extérieur est inspiré par le style roman italien ; les murs sont faits de granit et de pierre de Portland alors que le toit est recouvert de cuivre australien. La décoration intérieure est inspirée de Raphaël, peintre de la Renaissance favori du prince Albert. À l'intérieur, les murs sont essentiellement de marbre rouge du Portugal, cadeau du roi Louis Ier, cousin du couple royal. 
Le tombeau en lui-même est conçu par le baron Carlo Marochetti. Il comprend des gisants en marbre de la reine et du prince Albert, sur un sarcophage taillé dans un bloc unique sans défaut de granit gris d'Aberdeen. L'effigie de la reine, sculptée à la même époque, ne sera posée dans le mausolée qu'après la mort de la souveraine. 
Seuls Victoria et Albert sont inhumés ici, mais le mausolée comprend d'autres monuments funéraires. Parmi ces derniers, on compte un charmant monument dédié à la princesse Alice, grande-duchesse de Hesse et du Rhin (1843 – 1878), deuxième fille de Victoria, morte de la diphtérie peu après sa propre plus jeune fille Mary (1874 – 1878). Au centre de la chapelle, un monument est dédié à Édouard-Auguste, duc de Kent et Strathearn, le père de Victoria, mort en 1820 et inhumé à la chapelle Saint-Georges à Windsor. L'une des plus étranges sculptures est celle de la reine et du prince consort en costume saxon ; Albert parle et Victoria lève les yeux vers lui pleine d'adoration.

## Le cimetière royal (Royal burial ground)
À l'exception des souverains, la plupart des membres de la famille royale sont enterrés, depuis 1928, au Royal burial ground (ou Cimetière royal) situé juste derrière le mausolée de la reine Victoria.
Y sont inhumés entre autres trois des enfants de la reine Victoria ; la princesse Helena, le prince Arthur et la princesse Louise.
C'est également le lieu de sépulture du prince William de Gloucester (1941 – 1972) et de ses parents (le prince Henry, duc de Gloucester et la princesse Alice, duchesse de Gloucester), du prince George, duc de Kent et de son épouse la princesse Marina, duchesse de Kent, ainsi que du duc de Windsor (1894 – 1972), qui régna sous le nom d'Édouard VIII avant d'abdiquer, et son épouse la duchesse, ex-Wallis Simpson (1896 – 1986). La princesse Alice, comtesse d'Athlone, le 1er comte d'Athlone son époux et leurs enfants le prince Rupert de Kent et lady May Abel Smith (avec son époux sir Henry Abel Smith) ainsi que Angus Ogilvy, époux de la princesse Alexandra de Kent, sont de même inhumés dans le cimetière.
Marie de Yougoslavie était enterrée à Frogmore de 1961 à 2013, quand sa dépouille a été transférée à Oplenac.

## Les autres monuments du jardin

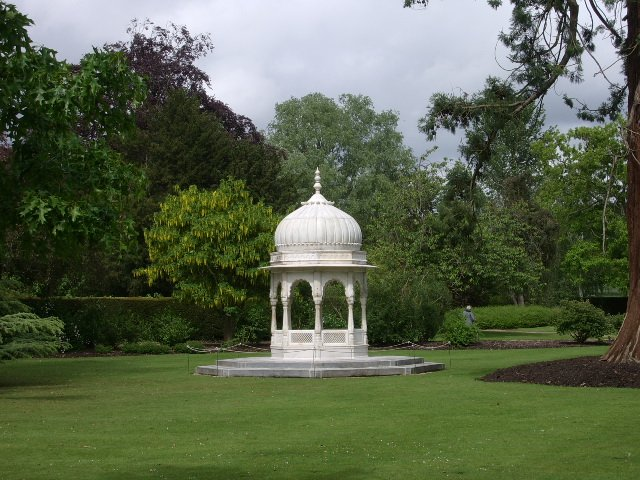
Kiosque indien, Frogmore, Windsor

À l'intérieur du parc, se trouvent aussi différents monuments et constructions de jardin. Parmi eux, on trouve une Ruine Gothique (1793), la Maison du Thé de le Reine Victoria (un pavillon en briques datant de 1869) et le Kiosque Indien commémorant la fin de la rébellion des soldats indiens de 1857 (1858).